# Січ (товариство)
«Січ» — спортивно-пожежно-руханкове товариство, поширене в 1900–х роках у Галичині, а також на Буковині, Закарпатті та в еміграції.

## Організаційна структура
Першу «Січ» заснував Кирило Трильовський («січовий батько») у селі Завалля Снятинського повіту 5 травня 1900 року. Далі «Січі» створили у Коломийському і Городенківському повітах, згодом вони поширилися у Галичині та Буковині.
Організаційною надбудовою «Січей» були повітові «Січі», а з 1908 р. — централя, заснована у Станиславові (Головний Січовий Комітет — голова Кирило Трильовський, заступник І. Сандуляк-Лукини, секретар І. Чупрей, скарбник М. Лагодинський) і перейменована 1912 року у Львові на Український Січовий Союз (генеральний отаман К. Трильовський, головний осавул Я. Весоловський, головний писар М. Балицький, головний скарбник С. Винників, головний обозний Дмитро Катамай, головний четар Ф. Калинович). Активними організаторами «Січей» також були: А. Кузьмич, Ю. Соломійчук-Юзенчук, П. Шекерик-Доників, А. Чайковський, Р. Ставничий, Л. Лепкий, Р. Дашкевич, Г. Ничка, В. Гуркевич, В. Лисий, Володимир Бемко, Д. Вітебський, С. Ріпецький, М. Угрин-Безгрішний, О. Демчук, М. Хробак, О. Семенюк і багато інших (здебільше діячі Радикальної партії).
Члени «Січей» мали дотримуватися своєї народної ноші; їхньою відзнакою була малинова стрічка («лента»), ношена через плече з написом «Січ». З 1910 у селах, в яких уже не носили народного одягу, як і в міських «Січах», був обов'язковий відповідний однострій з січовою стрічкою. Кожний січовик носив топірець. Сільські і повітові «Січі» мали свої прапори.
Перший з'їзд «Січей» відбувся у Коломиї (1902), далі у Станиславові (1911), в Снятині (1912) і найбільший, так званий Шевченківський Січовий Здвиг (за участю бл. 12 тис. членів «Січей», «Сокола», «Пласту», Українських Січових Стрільців) — 28 червня 1914 р. У січових святах брали участь також представники чеських, хорватських і словенських руханкових товариств.
1913 року «Січей» було понад 900, де об'єднувалися близько 80 тис. «січовиків».
Популяризації й поширенню січового руху сприяли співаники, календарі («Отаман», «Запорожець»; до 1914 р. — 11 підручників періодичні видання: місячники «Зоря», «Хлопська Правда», як також офіційний орган «Січей» — «Січові Вісти» у Львові, які видавали та редагували К. Трильовський та І. Чупрей.

## Українські Січові Стрільці
Після того, як Трильовський заснував товариство Українських Січових Стрільців, у березні 1913 при Українському Січовому Союзі була організована під керівництвом Д. Катамая стрілецька секція для підготови молоді у військовій справі, оформлена пізніше в окремі Товариства Українських Січових Стрільців, яких було 1914 року — 94. Польові вправи цих товариств відбувалися за виданим 1914 року підручником О. Демчука й О. Семенюка п. н. «Правильник піхотинця». З членів товариств УСС, «Січей», «Соколів» та добровольців був сформований у серпні 1914 р. Легіон Українських Січових Стрільців.
З «Січей» вийшла українська військова формація — Українські Січові Стрільці (1914–1920), які стали головною військовою силою при створенні Західно-Української Народної Республіки.
Після воєнної перерви діяльність «Січей» відновили на початку 1920-х pp. у багатьох місцевостях Галичини.
Діяльність «Січей» була припинена польською окупаційною владою в Галичині 1924 року (в селі Горбачах біля Львова «Січ» існувала до 1930 р.). Діяльність «Січей» винятково на терені фізкультурно-спортивному продовжила організація «Луг».
Наголошення зв'язку «Січей» з історичними традиціями (Запорозька Січ), спільні вправи і свята в народних одягах чи одностроях під січовими прапорами, як зовнішньою ознакою національної окремішности від польського оточення, — все це чимало спричинилося до поширення національної свідомости й політичного життя українських селянських мас у Галичині й на Буковині.

## «Січ» на Буковині
На Буковині першу «Січ» заснували 1903 року в Кіцмані С. Яричевський і О. Попович. Січовою централею (з 1904 р.) став Союз «Січей» на Буковині з осідком у Чернівцях і 112 товариствами (1914).
Головами Союзу були Є. Пігуляк, Т. Галіп, Р. Сірецький. Активними в організації «Січей» були також І. Попович, Г. Гордий, Ю. Лисан, Л. Ясінчук, Д. Руснак та інші. Великий з'їзд «Січей» («Січове Свято» всієї Буковини) відбувся у Чернівцях влітку 1908 року. За румунської окупації діяльність «Січей» була заборонена.

## «Січ» на Центральних Українських Землях
На Центральних Українських Землях статут «Січей» був затверджений українським урядом у Києві 1918 року. 
18 березня 1918 р. товариство "Січ" було утворено у Кривому Розі, його організатором став добродій Зено, представник галицьких Січових Стрільців. Членами товариства було 59 осіб.
У лютому 1919 р. у Вінниці К. Трильовський і О. Андрієвський заснували Січовий Комітет; восени 1919 р. заходами П. Шекерика-Доникового й А. Шміґельського постала «Січ» у Кам'янці-Подільському (кошовий П. Богацький). Внаслідок радянської окупації «Січі» завмерли.

## «Січ» на Закарпатті
На Закарпатті заходами К. Трильовського був заснований 1920 року Січовий Комітет в Ужгороді, а заходами братів Клемпушів «Січі» — в Ясіні.
Січовий рух у 1938–1939 рр. став зародком Карпатської Січі.

## «Січ» за межами України
У США і Канаді січовий рух почався з заснування в липні 1915 р. руханково-стрілецького товариства Першого Відділу Українських Січових Стрільців у Нью-Йорку. 1916 року постала централя «Січей» — Січова Організація Українців у США (отаман П. Задорецький), яка 1920 року об'єднувала близько 60 відділів «Січей» з близько З 000 членів, крім руханкових, відбували й військові вправи, розвинули різні ділянки спорту, видавали підручники з руханки, заснували торговельне підприємство «Січовий Базар» з видавництвом і книгарнею. Органом їх були «Січові Вісті» (1918–1923). З розвитком політично-партійного життя частина американських «Січей» об'єдналася в Гетьманській «Січі», деякі створили Чорноморську «Січ», ще інші залишилися самостійними.
У Канаді під керівництвом В. Босого існувала Організація Січових Стрільців (перейменована пізніше на Січову Організацію), пов'язана спершу з Січовою Організацією Українців у США, а з 1924 р. з Гетьманською «Січчю»; орган — «Канадійська Січ».
У Західній Європі перша «Січ» була заснована українськими робітниками в Гамбурзі 1912 року. 1921 року К. Трильовський організував робітниче руханкове товариство «Січ» у Відні, згодом Закордонний Комітет Січей з колишнім членом галицької «Січі».
У Чехо-Словаччині «Січі» були засновані в Подєбрадах (1926), Празі (1927) і пізніше в інших містах. «Січі» брали участь у Міжнародних робочих олімпіадах у Празі (1927) й Відні (1931). Їхньою централею був Український Січовий Союз, що входив до соц. спортового Інтернаціоналу (під керівництвом ген. В. Петрова).
Пам'ятна книга «Січей» під назвою «Гей, там на горі Січ іде…» була видана за ред. П. Трильовського в Едмонтоні (1965).

## Символіка
Прапор Січі був малинового кольору, з 1910 року — синьо-жовтий. З одного боку прапора — восьмикутна зірка, всередині якої дві руки в потиску тримають серп, над зіркою девіз — «В єдності сила!», з іншого боку кожна повітова «Січ» малювала свого патрона (гетьмана чи історичного діяча). Гімн — «Ще не вмерла Україна».
Кожна посада мала свою символіку:
- кошовий січового осередку — синьо-жовту стрічку та срібний пірнач;
- повітовий отаман — срібну булаву і білий бунчук;
- генеральний отаман (К. Трильовський) — золоту булаву і червоний бунчук.